# 娯楽 (バラエティ)
『娯楽（バラエティ）』（英題：Variety）は、2007年9月26日に EMIミュージック・ジャパンより発売された日本のバンド・東京事変による3作目のスタジオ・アルバム。

## 概要
前作『大人（アダルト）』からおよそ1年8ヶ月ぶりとなるスタジオ・アルバム。先行シングルとして発表されていた「OSCA」と「キラーチューン」の他、映画『魍魎の匣』のエンディング・テーマ「金魚の箱」を含む全13曲を収録。
前作までほとんどの楽曲の作詞・作曲を手掛けてきた椎名林檎が、今作では作曲をすべて他のメンバー（伊澤一葉、浮雲、亀田誠治）に任せ、作詞と歌唱だけに専念している。椎名同様クラシックの教育を受けた端正なソングライティングが特徴の伊澤と、カントリーからソウル/ヒップホップ/ジャズまでという幅広いジャンルの音楽を自由に行き来する浮雲の2人がほとんどの楽曲の作曲および一部作詞を担当し、亀田も1曲だけ作曲している。椎名が新加入の2人にソングライティングを任せた理由は、人の曲を歌うときこそ恥ずかしい気持ちもなく思いきり出せる声もあるのかもしれないと思い、その声に焦点を絞ったものもやってみたいと考えるようになったからであり、また椎名がバンド加入をオファーするほど評価する彼らの作家として優れた部分を存分に出すためでもあった。
前作からやりたいと思っていた「個人ではなく集団としての表現を歌詞や声の質で表す」ことができるようになったのに今さら第1期、第2期（東京事変）のように言われるのもどうかと、バンド名を変更する案が浮上していた。椎名もいったんは決心したが、結果的に変更することはなかった。
アルバムのタイトルは、前作に引き続きテレビ番組のジャンルから採用され、1作目の『教育』はNHK教育テレビジョン、2作目の『大人』はペイ・テレビのアダルト・チャンネルだったのに対して今回はバラエティ番組で、民放もNHKも含まれるもっと広いくくりとなった。メンバー同士のセッションという形の娯楽という意味もある。『娯楽』と書いてバラエティと読ませるのは、アルファベットで書くと日本的な感覚での「バラエティ」とはニュアンスが変わってきてしまうため。
前作ではジャズやボサノヴァ、ラウンジなど、曲ごとのテイストが比較的はっきりしていてクリアなサウンドが追求されていたが、今作では曲ごとに多様な要素が複雑に入り混じり、リズムもめまぐるしく緩急自在に変化して決して簡単には終わらない。メンバーそれぞれのポップな感性が高度な融合を遂げ、至るところに遊びもちりばめられている。
初回限定盤は、ギザギザ仕様 feat.スリーブケース。

## 制作の背景
本作は、椎名林檎が4人のメンバーをプロデュースしてその能力を証明するという賭けに出た作品。また椎名が作曲を控えたのは、自分が自作自演でなくても音楽活動をやっていけるのか試すことと、浮雲と伊澤にバンドを背負った作品作りをさせることが目的だった。そのため、制作に入る前に椎名から亀田に、自分は作曲せず亀田にも一歩下がってもらい、浮雲と伊澤の曲をメインにした椎名色と亀田色を薄めたアルバムを作ろうと思っているという話があった。演奏については、前回のアルバムではメンバー以外のゲストプレイヤーの音も入っていたが、今回はバンドの音だけでやるという暗黙の了解があった。
最初にメンバー作曲による膨大なデモ音源から曲を厳選し、椎名が作詞と歌唱に徹するスタイルでプロジェクトをスタートした。椎名は曲選びの段階には立ち会ったがソロ・アルバム『平成風俗』のプロモーションをしなければならず、彼女が不在の間に他のメンバーだけでプリプロダクションとリハーサルを行った。今回は亀田と浮雲の合流前に収録曲もアレンジも決まっていた前作と違いあらかじめ定められたフォーマットがなく、メンバーが持ち寄った楽曲の中から皆で収録曲を選んでリハーサルで一緒にバンド・アレンジし、メンバー全員の意見を総合してそれを膨らませていった。前回は腱鞘炎で一人だけレコーディング作業が後になった伊澤も今回はほかのメンバーとともに参加し、その場で柔軟に対応して作品に意見を反映させている。ドラムについても、伊澤の曲に関しては前作同様あらかじめパターンが決まっていたが、それ以外の曲では同様にセッション式によるアレンジとなっている。ドラマーの刄田綴色は初めて予習せずにレコーディングに臨み、浮雲と伊澤の的確なディレクションによって何も考えず型にはまらないドラムが叩けたと語っている。
浮雲にはライブツアー「東京事変 “DOMESTIC!” Just can't help it.」終了後、すぐに椎名から曲を書いて欲しいというオファーがあった。彼はアルバムの曲を書くにあたり、自分の持つ要素で別の面に光を当てて椎名が今まで見せたことのない表情を出してくれることを意図して曲を書いたという。また椎名は彼のストック曲のチェックを定期的に行っており、今回も何曲か採用されている。伊澤は候補曲を決め打ちで持ってきた。彼のデモはキーボードだけで作っていてボーカルがまったく入っていないものが多く、代わりにシンセサイザーでいじった音や、ギターシンセサイザーで弾いたギターパートなどが入れられている。
作詞については、伊澤と浮雲の曲は彼らのバンドの持ち曲も含まれていて男性ならではの表現も多く、椎名は「それまで曲と歌詞を自然な形で同時に書いてきた自分にとっては難しかった」と語っている。

## 収録曲
各曲の英題および仏題はブックレットなどに記載されているものではなく、あくまでSR猫柳本線の英語版ページによるもの。東京事変のオリジナルアルバムとしては初めて英語タイトルの曲が収録されたが、依然としてシンメトリー配置の方式は守られている。

### 各曲解説
1. ランプ（Ramp）
サビでシャッフルリズムに変わる構成である[12]。歌詞は、ここから先に進んで行くバンドのことを歌っている[12]。
曲に関しては、明るいが童謡のようなものではない能天気な曲を意識している[12]。
2. ミラーボール（Mirror-ball）
浮雲が元々ペトロールズとして発表していた楽曲で、厳密にはカバーとなる[13]。「COUNTDOWN JAPAN 06/07」で披露することになったため、ドラムはファンキーなアレンジになっている[12]。
2006年に開催されたライブツアー「東京事変 “DOMESTIC!” Just can't help it.」で既に新曲として披露されていた楽曲で、今回が初のCD化となる。なおツアーのライブ映像集『Just can't help it.』には本作よりもキーを下げたバージョンが収録されているが、これはツアー中に椎名が喉の調子を悪くし、途中でキーを下げたためである。また本作ではその際に披露されていたバージョンにあった2番サビ後の間奏が省略され、歌詞表記も一部異なっている。
歌詞はクレイジーな女子についての歌[12]。
コーラスの高音パートを浮雲が、低音パートを伊澤が担当している。
3. 金魚の箱（Box of goldfish）
映画『魍魎の匣』エンディングテーマ。
歌詞については、伊澤が椎名が歌うことを考えて言葉を組み立て、その上で本人もわからなくなるくらい色々な伏線を張っている[12]。
元々の仮タイトルは「80's」でそれっぽい曲を意識している。椎名が不在だったので、歌なしの状態で先に楽器隊だけでレコーディングした[12]。
椎名は「前作のアレンジに近いし、自分のソロにも近い世界だ」と語っている[12]。
4. 私生活（Backstage）
伊澤曰く「（アルバムを1曲目から聴いていると）ずっと走って来てパーキングにたどり着いたようなホッとできる曲」、浮雲曰く「シンプルに響く良品」[12]。
歌詞は前作収録の「透明人間」の続編的な内容だが、椎名は一番悩んだという。ひねくれた他のメンバーの曲と違って亀田の曲がまっすぐなためかえって曲への対応が難しく、何パターンも書いて歌入れもギリギリまで待ってもらった。歌詞の視点は男女どちらでもなく、“社会に出ている自分が振り返る私生活”ということを考えて書いている[12]。
2021年12月24日放送の『ミュージックステーション ウルトラスーパーライブ2021』にてテレビ初披露した後、「私生活　新訳版」として再録音され、2022年5月1日より配信限定で発売された。また再録にあたり、歌詞の表記が変更されている。
5. OSCA（O.S.C.A.）
4枚目のシングル表題曲。
「私生活」からふたたび元の歌詞世界に戻る曲で、椎名曰く「亀田さんの曲の後に来ると、私はかえって安心するかな」[12]。
6. 黒猫道（My way）
伊澤が2006年の夏に作った曲。自分のバンドで歌おうと思ったがしっくり来ず、お蔵入りになっていたものを椎名なら歌えるのではと提出してきた。意図的に速い曲を作ろうと思って書いたもので、プレイで曲を引っ張っていくイメージ[12]。
伊澤がつけた元の歌詞は非常にシリアスな内容だったが、椎名は「曲はすごく楽しい曲なので自分の子供が口ずさんでくれたらいいな」と思って別の歌詞をつけた[12]。
コーラスの高音パートを浮雲が、低音パートを伊澤が担当している。
7. 復讐（Vengeance）
浮雲曰く「この曲は日本人がやらないロック」[12]。
椎名が歌詞のアイデアをメンバーに聞いたところ“お母さんみたいな感じ”という答えが返ってきてすごく困ったが、自分の中の“お母さん”像をイメージしながら書いた[12]。
本作で唯一鍵盤パートがない楽曲で、伊澤はギターを担当している（右チャンネルが伊澤、左が浮雲）。冒頭のエフェクトがかかったギターは伊澤が演奏している[12]。
8. 某都民 （The citizens）
浮雲と伊澤がコーラスではなく、椎名とともにボーカルを担当した楽曲。語手：浮雲、男唄：伊澤、女唄：椎名という役割分担がなされている。
仮タイトルは「トリプル・ボーカル」。浮雲が「東京事変にはボーカリストが3人いるので、1曲の中でボーカリストが変わっていくのは面白いんじゃないか」と思って3人でリード・ボーカルをとることを前提に作った[14]。
曲の最後では前作収録の「歌舞伎」のワンフレーズが引用されている。
9. SSAW（ss/aw）
椎名と伊澤のデュエット。タイトルはそれぞれ英語で四季を表す“Spring・Summer・Autumn・Winter”の頭文字だが、春夏秋冬とはつけたくなかったのでこうなった[14]。
すでにアルバムのレコーディング・リハーサルが始まっていた中でできた曲。もともとはデュエット曲ではなかったが、椎名に曲を紹介するために伊澤が歌っていたところ椎名の提案で二人で歌うことになった[14]。
歌詞に関しては、男女が向き合って歌うような内容ではなく、老若男女がいるという情景で、その老若男女が毎年楽しみにしている何かがある風景を書いている[14]。
10. 月極姫（Princesse mensuelle）
タイトルは「つきぎめひめ」と読む。
東京事変のために作ったものではなかったが、浮雲には珍しく女の子っぽいイメージの曲だったので、歌詞はもともと椎名に書いてもらいたいと思っていた。性別に関係ない歌詞の多い今作の中では例外的に女性らしい内容になっている[14]。
曲後半にあるクラビネットのソロは、「ドアーズの「ハートに火をつけて」のイントロを完全に真似た」と伊澤が『キーボード・マガジン』で明かしている。
浮雲はコーラスをフランス語で歌っている。コーラス・パートについては、作っている時に浮雲の頭の中ではハモリが鳴っていたので、そういうアレンジにしている[14]。
11. 酒と下戸（Sake & nondrinker）
伊澤が感性に任せて4、5分で作った曲で、椎名曰く「構成のなされ方が美しく非常にバロック的な曲」[14]。
もともと伊澤の男の子目線の歌詞があって本人が歌っていたが、椎名が伊澤の世界観を引き継いで新しい歌詞を付けた[14]。
12. キラーチューン（Killer-tune）
5枚目のシングル表題曲。仮タイトルは「スウィング」で、歌詞と正式タイトルは椎名が付けた[4]。
伊澤が東京事変用に書き下ろした曲で、メンバー全員で楽しくアレンジしたこともあってバンドの明るい部分が出ている楽曲[14]。
13. メトロ（Metro）
最初にレコーディングされた[3]。
浮雲曰く「するっとできた曲」で、間奏を付け足した程度でメンバーもアレンジ等で全くこねくり回していない。歌詞も浮雲には珍しくストレートな内容[14]。

### 楽曲クレジット
| 全編曲: 東京事変。 |                    |                                    |           |       |
| #                  | タイトル           | 作詞                               | 作曲      | 時間  |
| 1.                 | 「ランプ」         | 椎名林檎                           | 浮雲      | 3:04  |
| 2.                 | 「ミラーボール」   | 浮雲                               | 浮雲      | 4:26  |
| 3.                 | 「金魚の箱」       | 伊澤一葉                           | 伊澤一葉  | 3:25  |
| 4.                 | 「私生活」         | 椎名林檎                           | 亀田誠治  | 3:49  |
| 5.                 | 「OSCA」           | 浮雲                               | 浮雲      | 4:25  |
| 6.                 | 「黒猫道」         | 椎名林檎                           | 伊澤一葉  | 2:52  |
| 7.                 | 「復讐」           | 椎名林檎（英訳：ロビー・クラーク） | 浮雲      | 4:11  |
| 8.                 | 「某都民」         | 椎名林檎                           | 浮雲      | 3:46  |
| 9.                 | 「SSAW」           | 椎名林檎                           | 伊澤一葉  | 3:55  |
| 10.                | 「月極姫」         | 椎名林檎                           | 浮雲      | 3:50  |
| 11.                | 「酒と下戸」       | 椎名林檎                           | 伊澤一葉  | 4:14  |
| 12.                | 「キラーチューン」 | 椎名林檎                           | 伊澤一葉  | 3:43  |
| 13.                | 「メトロ」         | 浮雲                               | 浮雲      | 3:59  |
| 合計時間:          | 合計時間:          | 合計時間:                          | 合計時間: | 49:32 |

## 演奏
- リードボーカル：椎名林檎
- キーボード、ギター、リードボーカル&コーラス：伊澤一葉
- ギター、リードボーカル&コーラス：浮雲
- ベース：亀田誠治
- ドラムス：刄田綴色
- レコーディング&ミキシング・エンジニア：井上雨迩

## カバー作品
私生活
- 柴咲コウ - 2015年。カバーアルバム『こううたう』収録。